# Accordeur (métier)

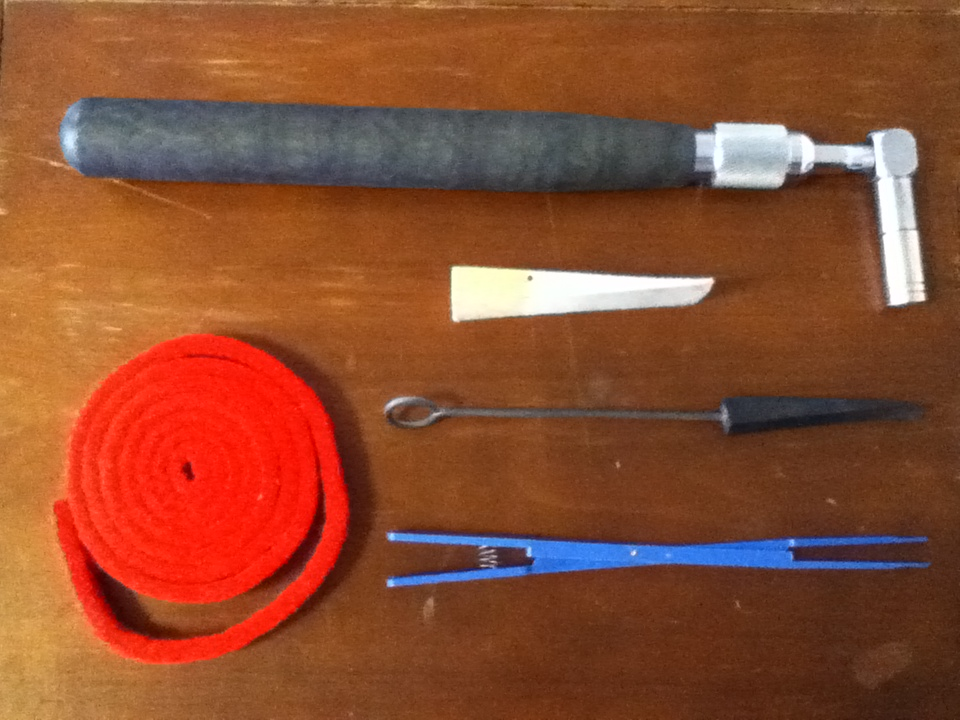
De haut en bas : clé d'accord, coin en feutre, coin en caoutchouc, coin plastique à ressort, dit « automatique ». En rouge : bande de feutre pour la partition.

Cet article concerne le métier d'accordeur. Pour l'outil électronique portant le même nom, voir Accordeur (outil).
En musique, l'accordeur est celui qui accorde les pianos. Pour les orgues et les clavecins, ce sont généralement les facteurs d'orgues-harmoniste, les facteurs de clavecin ou les clavecinistes eux-mêmes qui effectuent les accords. 
Pour éviter certaines difficultés de compréhension, on appelle parfois dans le jargon professionnel « accordage » l'action d'accorder un instrument, par différenciation de l'accord, qui est le résultat ou la structure du système de justesse employé.
Les outils de l'accordeur sont, pour l'accord proprement dit :
- la clé d'accord ou marteau d'accordeur.
- coins en feutre, caoutchouc ou nylon, pour isoler les cordes en cours d'accord (report d'octave, unissons).
- bandes de feutre (ou coin multiple en caoutchouc en forme de peigne) pour la réalisation de la partition.
- le diapason.

Né avec l'évolution du piano au début XIXe siècle ce métier n'a commencé à faire l'objet d'une formation spécifique en France qu'avec la création, à l'institut des jeunes aveugles, d'une classe d'accord sous l'impulsion de Claude Montal en 1836. Parallèlement le métier était enseigné par tradition orale au sein des grandes fabriques de pianos ou auprès des réparateurs eux-mêmes issus de ces fabriques. Ce n'est qu'à partir de 1981 que le métier d'accordeur de piano a fait l'objet en France d'une formation professionnelle qui permet aujourd'hui d'obtenir le CAP d'accordeur, ou le CAP d'accordeur-réparateur de piano.